# Demelverin
Demelverin ist ein Arzneistoff, der als Spasmolytikum angewendet wird. Es zeigt eine ähnliche Wirkung wie Papaverin. In Kombination mit dem Anticholinergikum Trihexyphenidyl wurde es früher unter dem Handelsnamen Spasman® vermarktet.
Der Wirkstoff Demelverin wurde in den 1950er Jahren bei Fahlberg-List in Magdeburg entwickelt und bis zur Wiedervereinigung in der DDR verwendet. Später wurde es von Merckle übernommen.

## Anwendungsgebiete
Es wurde bei spastischen Magen- oder Darmbeschwerden (z. B. Reizkolon, Reizmagen) bei Gallen- oder Nierenkoliken und bei der Dysmenorrhö eingesetzt. Seine Anwendung wird heutzutage eher kritisch gesehen.